# Butokukai France

Kokusai Butokukai / A.M. Butokukai France

Der Butokukai France (jap. 法國的武徳会) ist ein 1972 gegründeter, französischer Kampfkunstverband zur Förderung der Kampfkunst des Shorinji ryu (Karate, Kobudo, Tai Chi) des Stilbegründers Großmeister Richard Kim (* 1917; † 2001), Hanshi, 10. Dan.
Der Verband ist Mitglied des Kokusai Butokukai, Butokukai Europe, Fédération Française de Karaté et disciplines associées und Fédération de Tai chi Chuan et Chi Gong.

## Verbandszweck
Der Zweck des Verbandes ist die Förderung der traditionellen Kampfkunst Shorinji Ryu, bestehend aus dem Karate Do, Okinawa Kobudo, Tai Chi, sowie Chi Kung. Der Satzungszweck wird verwirklicht insbesondere durch das Lehren und Lernen der Kampfkunst Shorinji Ryu, die Durchführung sportlicher Veranstaltungen sowie durch den nationalen und internationalen Austausch.

## Namensbedeutung
Butokukai (武徳会 Kampfkunstverband), französisch (法國的)
- Bu (武 Krieger, Waffen)
- Toku (徳 Tugend, Moral)
- Kai (会 Verband)

## Geschichte
Der Name Butokukai geht zurück auf die Dai Nippon Butokukai (DNBK) die 1895 in Kyōto, Japan mit offizieller Zustimmung des Kaiserhauses gegründet wurde. Großmeister Richard Kim wurde im Jahr 1939 Mitglied der DNBK. Nach dem Zweiten Weltkrieg wurde die DNBK auf Drängen der Alliierten aufgelöst, da die Nähe zum paramilitärischen und ultranationalistischen Black Dragon Society (Armur-Bund), kein Wohlwollen fand.
Nach der Unterzeichnung des Friedensvertrages zwischen den USA und Japan wurde die DNBK als private Budo-Organisation im Jahre 1953 unter dem Vorsitz von Ōno Kumao wiederbelebt. Als enger Freund von Ōno Kumao wurde Richard Kim gebeten, die DNBK außerhalb Japans zu vertreten. Dies war 1959 in San Francisco die Grundsteinlegung für die Zen Bei Butoku Kai (Great American Martial Arts Association).
Der Butokukai France wurde im Jahre 1972 von Jean Chalamon und  Richard Lee im Einvernehmen mit Großmeister Richard Kim in Paris gegründet.
Die wachsenden internationale Beziehungen jenseits der USA erforderte die Gründung eines internationalen Kampfkunstverbandes. So entstand im Jahr 1976 die Organisation Butokukai International unter der Leitung von Richard Kim.
Seit dem Jahre 1996 ist der Verband A.M. (Arts Martiaux) Butokukai France ein durch Jean Chalamon eingetragener Verein (frz.: Association Loi 1901).
1982 übernimmt Jean Chalamon als Technischer Direktor die Leitung des Butokukai France, nachdem Richard Lee, diesen verlässt. Im Jahre 2002 ernennt Jean Chalamon seinen Schüler Max Bouton zum Technischen Direktor des Butokukai France.
Die Änderung des Logo wurde 2006 notwendig, um sich klar von der DNBK zu unterscheiden.

## Das Emblem
Der Rand symbolisiert die Tugenden der Kampfkünste und die Strahlen mit dem orangefarbenen Hintergrund stehen für die aufgehende Sonne.
Die Kalligrafie 忍 bedeutet „Geduld“.